# Блокирование (волейбол)

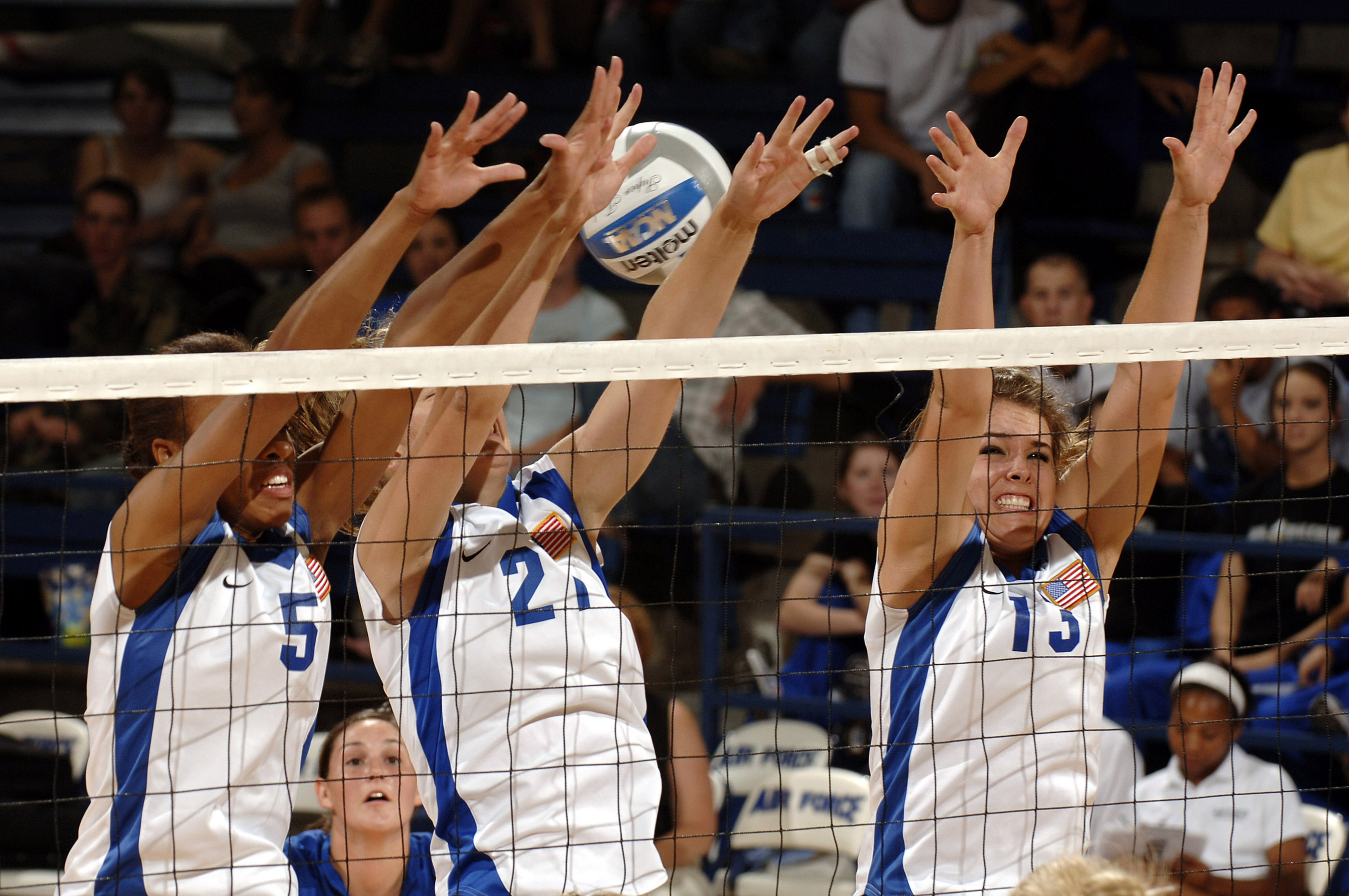
Тройной блок

Блокирование — технический элемент игры в волейбол, применяемый для противодействия атакующим ударам соперника, заключающийся в преграждении пути полёта мяча с помощью выпрыгивания и выставления рук над сеткой.
Блок считается наиболее сложным техническим элементом волейбола, поскольку в противостоянии над сеткой активной стороной является нападающий, а блокирующий за доли секунды должен определить направление удара и среагировать на, как правило, хорошо организованную атаку противника.

## Виды блокирования
Правилами различаются попытка блока (без касания мяча) и состоявшийся блок (когда мяч задет блокирующим). В состоявшемся блоке разрешено участвовать только игрокам передней линии, то есть находящимся во 2-й, 3-й и 4-й зонах площадки.
Блокирование, выполненное одним игроком, называется одиночным; блок, поставленный двумя или тремя игроками,— групповым, или коллективным (соответственно двойным и тройным).

## Техника блокирования
Определяющее значение при постановке блока имеет выбор места для прыжка, его высота и своевременность. При ударах с высоких и средних передач блокирующий прыгает после атакующего, при атаках с низких передач — одновременно с ним, при атаках на взлёте — раньше атакующего.
При постановке блока игрок, находящийся в непосредственной близости от сетки, выпрыгивает вверх, разгибает руки в локтях и поднимает их над сеткой. Кисти рук с расставленными пальцами по достижении верхнего края сетки производят движение вверх-вперёд через сетку. В момент удара по мячу кисти сгибают в лучезапястных суставах для противодействия атаке и направления мяча вперёд-вниз, на сторону соперника. При блокировании атакующих ударов на краях сетки и при попытке соперника нанести удар по блоку с целью отскока мяча в аут ладонь руки, ближней к краю, поворачивают внутрь так, чтобы при ударе в блок мяч отскочил на площадку соперника.
Выполняться блокирование может как с места, так и после передвижения. При одиночном неподвижном зонном блоке игрок закрывает определённую зону своей половины площадки, при подвижном ловящем он пытается закрыть истинное направление нападающего удара. Отражение атак с высоких передач и ударов с переводом осуществляется, как правило, при групповом блоке. При этом место для прыжка выбирает игрок, блокирующий ходовое направление, а другие «пристраиваются» к нему.

## История изменения правил, техники и тактики
Нападающий удар и блокирование как противодействие ему стали применяться со второй половины 1920-х годов и значительно разнообразили существовавшую до того времени тактику игры, которая, как правило, сводилась к передаче в 3-ю зону, затем в 4-ю, откуда волейболист производил бросок через сетку. Позднее появился групповой блок, но в течение долгого времени в волейболе сохранялась тенденция достаточно весомого превосходства нападения над защитой, эффективность действий волейболистов на блоке была невысока — в 1950-е годы она составляла 8 % для одиночного блокирования при доле ошибок 46 % и 13 % для группового при доле ошибок 34 %.
В 1965 году, вскоре после завершения первого олимпийского турнира в истории волейбола, Международная федерация (FIVB) с целью уравновесить возможности атаки и защиты ввела изменение в правила, позволив игрокам обороняющейся команды при постановке блока касаться мяча на стороне соперника (после того, как им совершён атакующий удар) и повторно касаться мяча после блокирования. С 1976 года блок перестал входить в число трёх ударов: после состоявшегося блокирования игроки одной команды получили возможность ещё 3 раза коснуться мяча до перевода его на половину площадки соперника. Ещё раньше, с 1970 года, было разрешено блокировать подачу соперника, однако в 1984 году это правило отменили.
Изменения в правилах блокирования не только повысили эффективность этого элемента игры, но и способствовали развитию тактики нападения, появлению более разнообразных атак, увеличению динамичности игры. По мнению выдающегося японского тренера Ясутаки Мацудайры, считавшего блок украшением волейбола, «поиск методов борьбы с мощным блоком привёл к созданию современной скоростной игры».
Продолжала совершенствоваться и тактика блокирования, в разные годы тренерами команд разрабатывались особые варианты игры на блоке. Например, Вячеслав Платонов является автором идеи блока «уступом» — это когда игрок 4-й зоны находится в метре от сетки и отвечает за оборону на всей сетке, помогая партнёрам перекрыть атаку на всех направлениях. Впервые эта схема была опробована в 1976 году игроками «Автомобилиста», впоследствии стала мощным оружием в исполнении сборной СССР.

## Блок в современном волейболе
В современном волейболе наиболее часто используется двойной блок (до 70 %), реже — одиночный и тройной. Команды высокого класса набирают блоком по 12—15 % очков за матч, поскольку после грамотно поставленного блока соперникам бывает очень трудно, а порой и невозможно оставить мяч в игре. В случаях, когда атака соперника не остановлена блоком, всё равно создаются благоприятные условия для игры на задней линии, доигровщики и либеро имеют возможность более определённо выбрать место для приёма мяча при том, что атака соперника становится менее сильной и подготовленной.
Игра на блоке является основной функцией двух центральных блокирующих (также называемых нападающими первого темпа), которые обычно являются самыми высокими и подвижными игроками команды, способными выпрыгивать на высоту порядка 3,4—3,5 метра. Из-за того, что игровой процесс связан с переходами игроков, и игроки, способные эффективно играть на блоке, не всегда находятся у сетки, в условиях современного волейбола особо важную роль играет варьирование состава посредством замен.
Ряд команд пытаются усилить игру на блоке, пользуясь услугами более высоких, чем обычно, связующих. Ярким примером такого случая является голландец Петер Бланже (рост 206 см), сменивший в 1993 году в сборной «маленького» Авитала Селинджера (175) — тройной блок с участием Бланже стал непреодолимой преградой для соперников, что явилось одним из факторов успешных выступлений команды Нидерландов в середине 1990-х годов. Исходя из этого, зонный блок на сегодняшний день встречается чаще, чем ловящий — игроки-мужчины ростом около 210 см и женщины выше 200 см закрывают сетку просто физически; к тому же такой вариант блокирования проще исполнить.
Успешная игра команды на блоке может оказывать сильнейшее влияние на эмоциональный фон коллектива, его настроение. Нередки случаи, когда «зачехлив» лучшего нападающего соперника, до этого игравшего безошибочно, команда ловит кураж и сеет нервозность в стане своего противника, что может привести к резкому изменению хода сложно складывающейся партии и матча.

## Блокирование в других играх с мячом
В пляжном волейболе, в отличие от классического, блок входит в число трёх касаний, но при этом игроку разрешено повторно касаться мяча после блокирования. Исходя из специфики игры 2х2 групповой блок встречается в исключительных случаях. Зонный вариант блока, о направлении исполнения которого один партнёр договаривается с другим с помощью тактических сигналов, является основным. Ловящий блок независимо от предварительной договорённости партнёров применяется в случаях, когда мяч наведён на сетку.
Блокирование как тактический приём активной защиты, когда владеющему мячом сопернику затрудняют нанесение завершающего удара, имеет место и в других видах спорта — гандболе, водном поло, баскетболе (блок-шоты), американском футболе.